# Paulos Diakoulas
Paulos Diakoulas, conosciuto anche come Paul Diakoulas (in greco  Παύλος Διάκουλας?; Baltimora, 16 aprile 1950), è un ex cestista e allenatore di pallacanestro statunitense naturalizzato greco.

## Carriera
Con la Grecia ha disputato i Campionati europei del 1975.

## Palmarès
- Campionato greco: 2

Olympiakos: 1975-76, 1977-78
- Coppa di Grecia: 4

Olympiakos: 1976, 1977, 1978, 1980